# Liste der Kulturdenkmale in Bargfeld-Stegen
In der Liste der Kulturdenkmale in Bargfeld-Stegen sind alle Kulturdenkmale der schleswig-holsteinischen Gemeinde Bargfeld-Stegen (Kreis Stormarn) aufgelistet (Stand: 14. April 2025). Die Bodendenkmale sind in der Liste der Bodendenkmale in Bargfeld-Stegen aufgeführt.

## Legende
In den Spalten befinden sich folgende Informationen:
- Objekt-ID: die Nummer des Kulturdenkmales
- Lage: die Adresse des Kulturdenkmales und die geographischen Koordinaten. Kartenansicht, um Koordinaten zu setzen. In der Kartenansicht sind Kulturdenkmale ohne Koordinaten mit einem roten Marker dargestellt und können in der Karte gesetzt werden. Kulturdenkmale ohne Bild sind mit einem blauen Marker gekennzeichnet, Kulturdenkmale mit Bild mit einem grünen Marker.
- Offizielle Bezeichnung: Bezeichnung des Kulturdenkmales
- Beschreibung: die Beschreibung des Kulturdenkmales
- Bild: ein Bild des Kulturdenkmales

## Bauliche Anlagen
| Objekt-ID      | Lage                                                                                              | Offizielle Bezeichnung      | Beschreibung | Bild                             |
| -------------- | ------------------------------------------------------------------------------------------------- | --------------------------- | --- | -------------------------------- |
| 548 Wikidata   | Fliederweg 10 (53° 45′ 50″ N, 10° 11′ 37″ O)                                                      | Ehemaliges Großes Armenhaus | Alteintragung (Aktualisierung vorgesehen) - Begründung: Alteintragung (Aktualisierung vorgesehen) - Schutzumfang: Alteintragung (Aktualisierung vorgesehen) - Denkmaltyp: Bauliche Anlage | BW                               |
| 30985 Wikidata | Kayhuder Straße 16 (53° 45′ 54″ N, 10° 10′ 48″ O)                                                 | Kirche und Gemeindezentrum  | Kirche mit Gemeindezentrum, 1967–69 von Architekt Werner Feldsien im Rahmen des Kapellenbauprogramms errichtet; ortsbildprägende Lage; Schiff, Turm und Gemeinderäume in expressiver Backsteinarchitektur - Begründung: geschichtlich, künstlerisch, städtebaulich - Schutzumfang: gesamtes Objekt - Denkmaltyp: Bauliche Anlage                                                                                           | weitere Fotos \| Fotos hochladen |
| 7293 Wikidata  | Nordseite der B 75 (53° 45′ 52″ N, 10° 10′ 42″ O)                                                 | Meilenstein                 | Halbmeilenstein der Altona-Lübecker Chaussee. Entfernung nach Altona 4½ Meilen (34 km), nach Lübeck 5 Meilen (38 km). Auf der Vorderseite eingemeißeltes Königsmonogramm Christian VIII., Entfernungsangabe ½ M(eile) und Jahreszahl 1840. Alteintragung (Aktualisierung vorgesehen) - Begründung: geschichtlich, wissenschaftlich, Kulturlandschaft prägend - Schutzumfang: gesamtes Objekt - Denkmaltyp: Bauliche Anlage | Fotos hochladen                  |
| 7292 Wikidata  | östlich von Bargfeld-Rögen, Nordseite der Elmenhorster Straße (B 75) (53° 46′ 5″ N, 10° 14′ 2″ O) | Meilenstein                 | Vollmeilenstein der Altona-Lübecker Chaussee. Entfernungsangabe Westseite: Altona 5 M(eilen = 38 km) Ostseite: Lübeck 4½ M(eilen = 34 km). Auf der Vorderseite eingemeißeltes Königsmonogramm Christian VIII. und Jahreszahl 1840. Alteintragung (Aktualisierung vorgesehen) - Begründung: geschichtlich, wissenschaftlich, Kulturlandschaft prägend - Schutzumfang: gesamtes Objekt - Denkmaltyp: Bauliche Anlage         | Fotos hochladen                  |

## Gründenkmale
| Objekt-ID | Lage                                                  | Offizielle Bezeichnung | Beschreibung | Bild            |
| --------- | ----------------------------------------------------- | ---------------------- | --- | --------------- |
| 9471      | Nienwohlder Straße u.a. (53° 46′ 1″ N, 10° 11′ 19″ O) | Dorfanger              | Dorfanger; rund-rechteckige Platzanlage im Zentrum des mittelalterlichen Dorfes Bargfeld; Lindenallee, Baumkranz, großer Teich, Friedenseiche von 1871, Doppeleiche mit Gedenkstein von 1898, runde Ehrenmalanlage mit Eichenkranz 1. Weltkrieg Lindenallee an der Nienwohlder Straße - Schutzumfang: Dorfanger, Ehrenmalanlage für die Gefallenen des Ersten Weltkrieges, Eichenkranz, Doppeleiche, Gedenkstein, Friedenseiche 1871, Lindenallee auf dem Dorfanger, Teich, Lindenallee an der Nienwohlder Straße, Baumkranz - Begründung: Geschichtlich, Künstlerisch, Kulturlandschaftlich, Städtebaulich | Fotos hochladen |

## Quelle
- Liste der Kulturdenkmale in Schleswig-Holstein – Kreis Stormarn